# Tamiz de Apolonio

Una representación simétrica del Tamiz de Apolonio.

El tamiz de Apolonio (denominado también en la literatura como empaquetado de Leibniz y empaquetado apoloniano) en geometría es un fractal generado por conjuntos de circunferencias mutuamente tangentes densamente empaquetadas en una circunscrita. El nombre se debe al matemático griego Apolonio de Perga del siglo III a. C. El tamiz es un fractal autosemejante que posee una dimensión de Hausdorff desconocida, pero de la que se sabe que es alrededor de 1.3057, y que es mayor que la de una curva regular o rectificable (d = 1) pero más pequeña que la de un plano (d = 2). A pesar de su denominación, es precisamente el matemático alemán Gottfried Leibniz quien describe por primera vez el tamiz de Apolonio ya en el siglo XVII, siendo el precursor curvo del triángulo de Sierpinski del siglo XX.
El tamiz de Apolonio también posee conexiones profundas con otros campos de las matemáticas, por ejemplo, es el conjunto límite de los grupos kleinianos, un grupo finito tipo Γ generado por la orientación y preservación de ciertos mapas en la 1-esfera {\displaystyle B^{3}} sobre {\displaystyle \mathbb {R} ^{3}}. La disposición de una circunferencia tangente a cuatro circunferencias en el plano tiene propiedades especiales, que fueron clarificadas por A. Larmor en 1891 y R. Lachlan en 1893. Esta disposición también es la base del teorema de Casey, que es una generalización del teorema de Ptolomeo.

## Construcción

Secuencia constructiva del Tamiz de Apolonio

El tamiz de Apolonio se construye mediante un procedimiento geométrico recursivo que comienza con tres circunferencias A, B y C, cada una de ellas es mutuamente tangente a las otras dos. En la construcción general las tres circunferencias pueden tener cualquier radio distinto entre sí, pudiendo tener en cualquier caso sus tres puntos de tangencia. Apollonio descubrió que existen otras dos circunferencias D y E, que tiene la propiedad de ser tangentes a las tres circunferencias iniciales – estas dos circunferencias se denominan círculos de Apollonio (véase el teorema de Descartes para una demostración detallada). Si añadimos estas dos circunferencias a las tres iniciales la construcción geométrica tendrá ahora cinco circunferencias: {A, B, C, D, E}.
Tomando uno de los dos círculos de Apolonio – por ejemplo E. Este posee un punto de tangencia con respecto a los círculos A y B, de esta forma la tripleta de circunferencias E, A y B tiene de nuevo sus propios dos círculos de Apolonio. De esta forma se sabe que uno de ellos es C – y el otro corresponde a un nuevo círculo G. Si continuamos con el procedimiento se logrará encontrar otra circunferencia F que es tangente a E, B y C, e igualmente otra circunferencia H construida de E, C y A. De esta forma aparecen otras tres nuevas circunferencias. Se puede construir otros nuevos tres círculos empleando D en lugar de E junto con A, B y C, proporcionando seis nuevos círculos al conjunto inicial. Junto con los A a E, esto proporciona un total de once círculos. 
Si se continúa con la lógica de la construcción de esta misma forma, se añaden 2·3n nuevos círculos en el paso n, proporcionando un total de 3n+1 + 2 círculos tras ejecutar n pasos. En el límite al infinito, hace que este conjunto de circunferencias obtenido sea el denominado tamiz de Apolonio. El procedimiento inspirará posteriormente al matemático polaco Wacław Sierpiński a construir su conocido triángulo (nombrado igualmente como tamiz de Sierpinski). 
El tamiz de Apolonio posee una dimensión de Hausdorff desconocida, aunque se supone en el intervalo: 1.300197 < D < 1.314534. Algunos cálculos lo aproximan a 1.3057.

## Variaciones

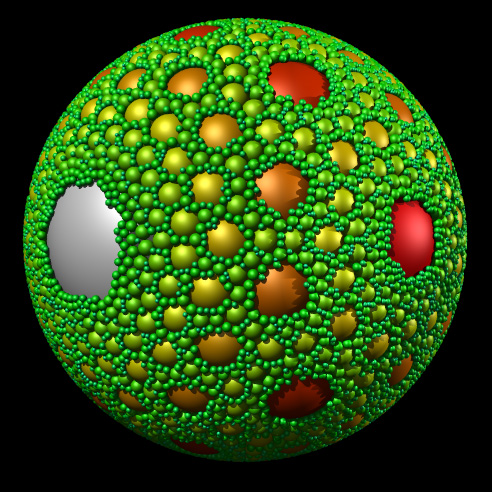
Empaquetamiento de esferas de Apolonio

El tamiz de Apolonio puede ser construido de diversas formas. Las tres circunferencias generatrices pueden tener el mismo radio y de esta forma se representa el denominado tamiz de Apolonio simétrico. Por ejemplo, si en lugar de emplear circunferencias generatrices se trazan rectas. Alternativamente, dos de los círculos puede ser reemplazado dos rectas paralelas. En esta construcción, los círculos que son tangentes a una de las dos rectas forman una familia de círculos de Ford.
De la misma forma existe una versión tridimensional del tamiz de Apolonio, que se denomina empaquetamiento de esferas de Apolonio.

## Simetrías
Si dos de los círculos generatrices (de los tres iniciales) poseyesen el mismo radio y el tercero tuviera como radio las dos terceras partes de los otros dos. En este caso el tamiz posee dos líneas de simetría reflectiva; una línea uniendo los centros de los dos círculos de radio igual; la otra es la línea que pasa por sus dos mutuas tangencias, recta que pasa igualmente por el centro del tercer círculo. Estos dos ejes poseen la propiedad de ser perpendiculares entre sí, de esta forma el tamiz de Apolonio construido posee simetría rotacional de grado 2; el grupo de simetría de este tamiz es D2.
Si los tres círculos generatrices poseen el mismo radio entonces el tamiz de Apolonio tiene tres ejes de simetría especular; estas líneas pasan por los tres puntos que forman la tangencia mutua, siendo que cada línea pasa por el centro del tercer círculo y el centro del primero de los dos círculos de Apolonio. Estas líneas de simetría forman ángulos de sesenta grados entre ellos, de esta forma el tamiz de Apolonio construido con circunferencias generatrices de radio igual posee simetría rotacional de grado tres; el grupo de simetría de este tamiz es D3.

## Enlaces con la geometría hiperbólica
Para la construcción del tamiz de Apolonio se necesitan tres circunferencias generatrices mutuamente tangentes, es decir que la localización de sus tres puntos de tangencia define el proceso. Por otra parte, como existe una transformación de Möbius que mapea en el plano tres puntos cualesquiera en otros tres puntos, y como las transformaciones de Möbius preservan círculos, entonces existe una transformación de Möbius que mapea cualesquiera dos tamices de Apolinio. Las transformaciones de Möbius son también isometrías del plano hiperbólico, de esta forma en la geometría hiperbólica todos los tamices son congruentes. En este sentido, para cada isometría hiperbólica existe un único tamiz de Apolonio.

## Empaquetado entero de círculos en el tamiz de Apolonio
La curvatura de las circunferencias se define como la inversa del radio círculo, en el empaquetamiento de Apolonio los números de curvatura se expresan como números enteros. Cuanto mayor sea el número de menor dimensión es la circunferencia. Una disposición del tamiz dada puede estar determinada por cuatro de sus primeros círculos, es decir por el radio de los mismos, o lo que es igual por su curvatura. Al ser expresadas en números enteros, al empaquetamiento de circunferencias se denomina: Empaquetamiento entero de círculos en el tamiz de Apolonio. Algunos casos son:

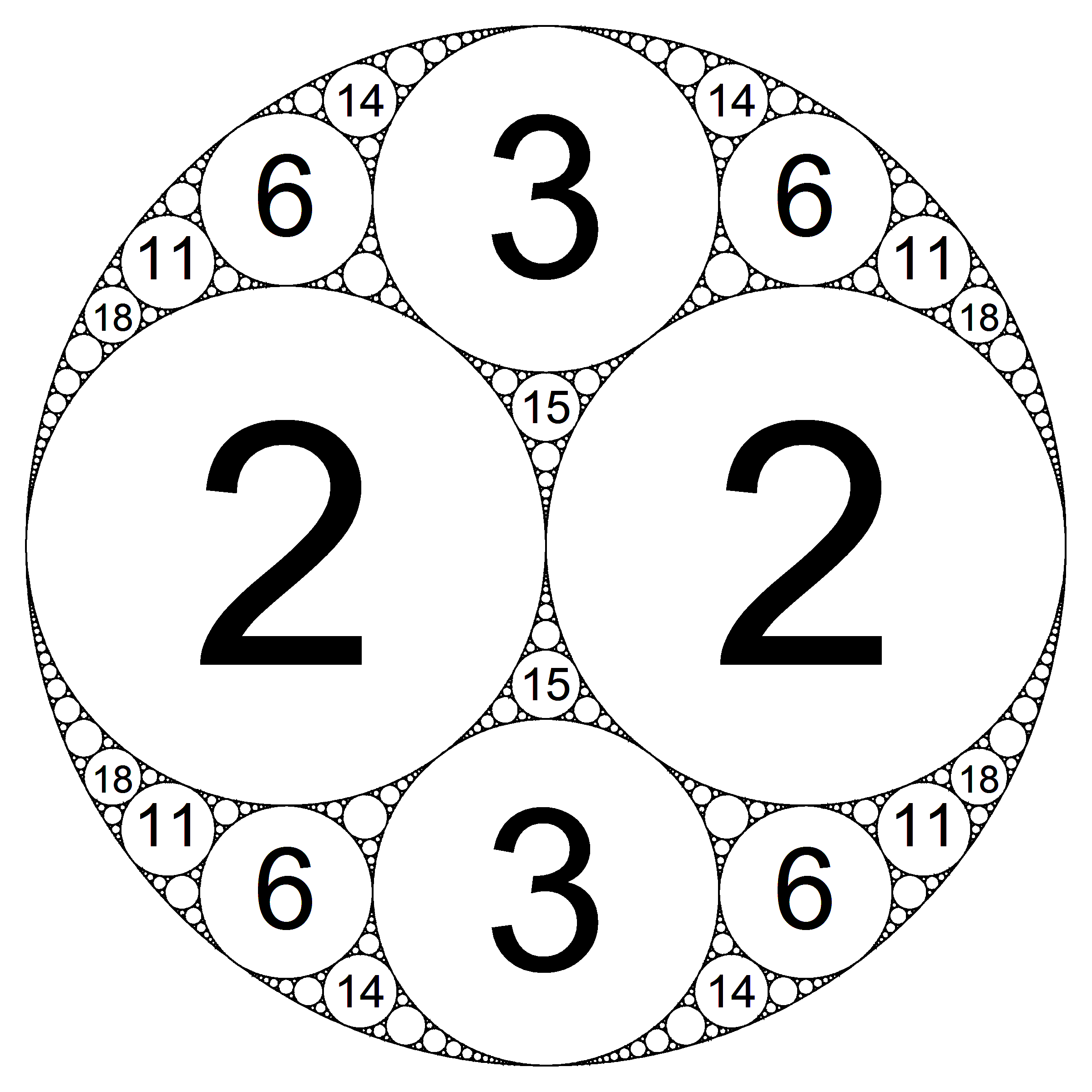
Empaquetamiento entero de círculos en el tamiz de Apolonio definido por las curvaturas de (−1, 2, 2, 3) con simetría D2
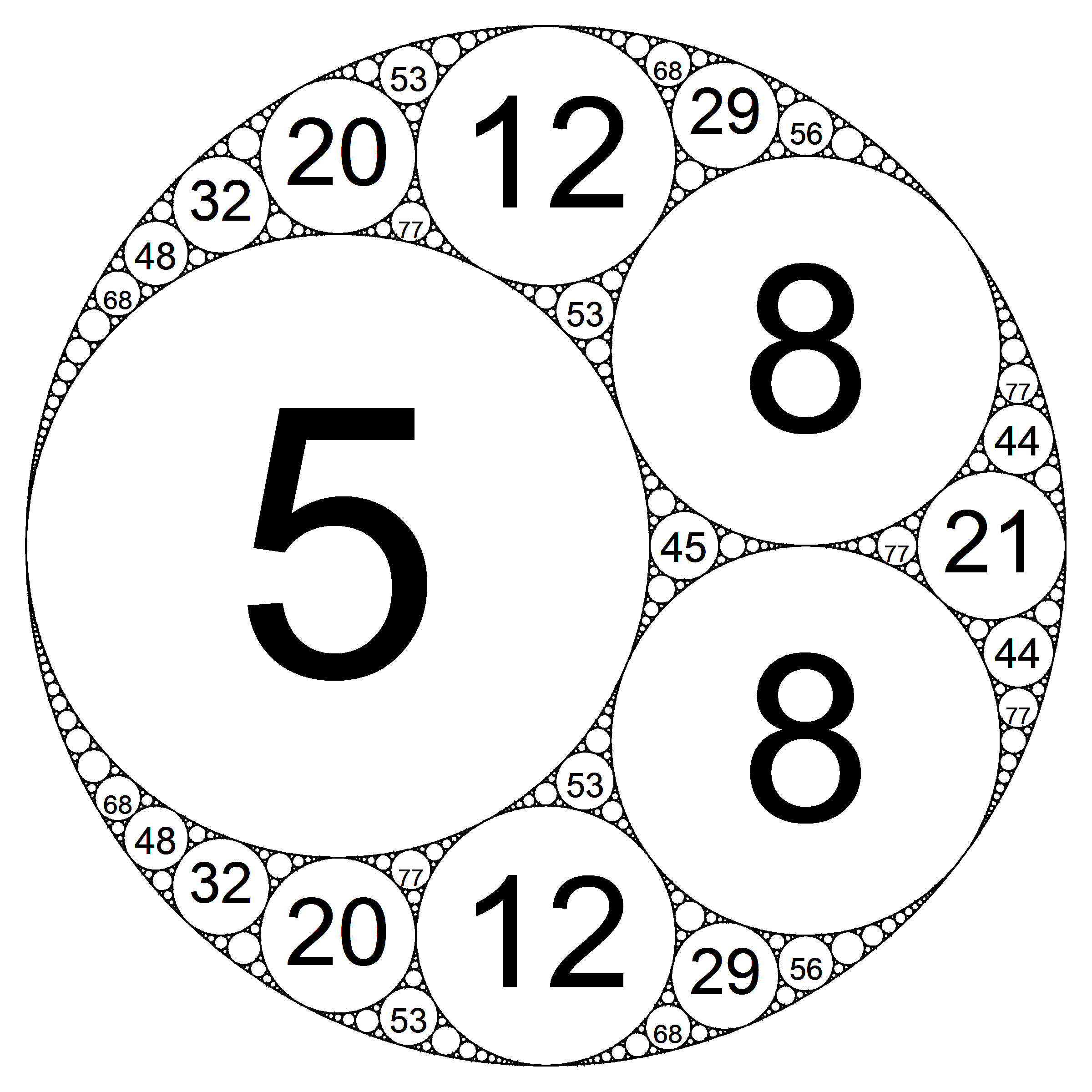
Empaquetamiento entero de círculos en el tamiz de Apolonio definido por las curvaturas de (−3, 5, 8, 8)
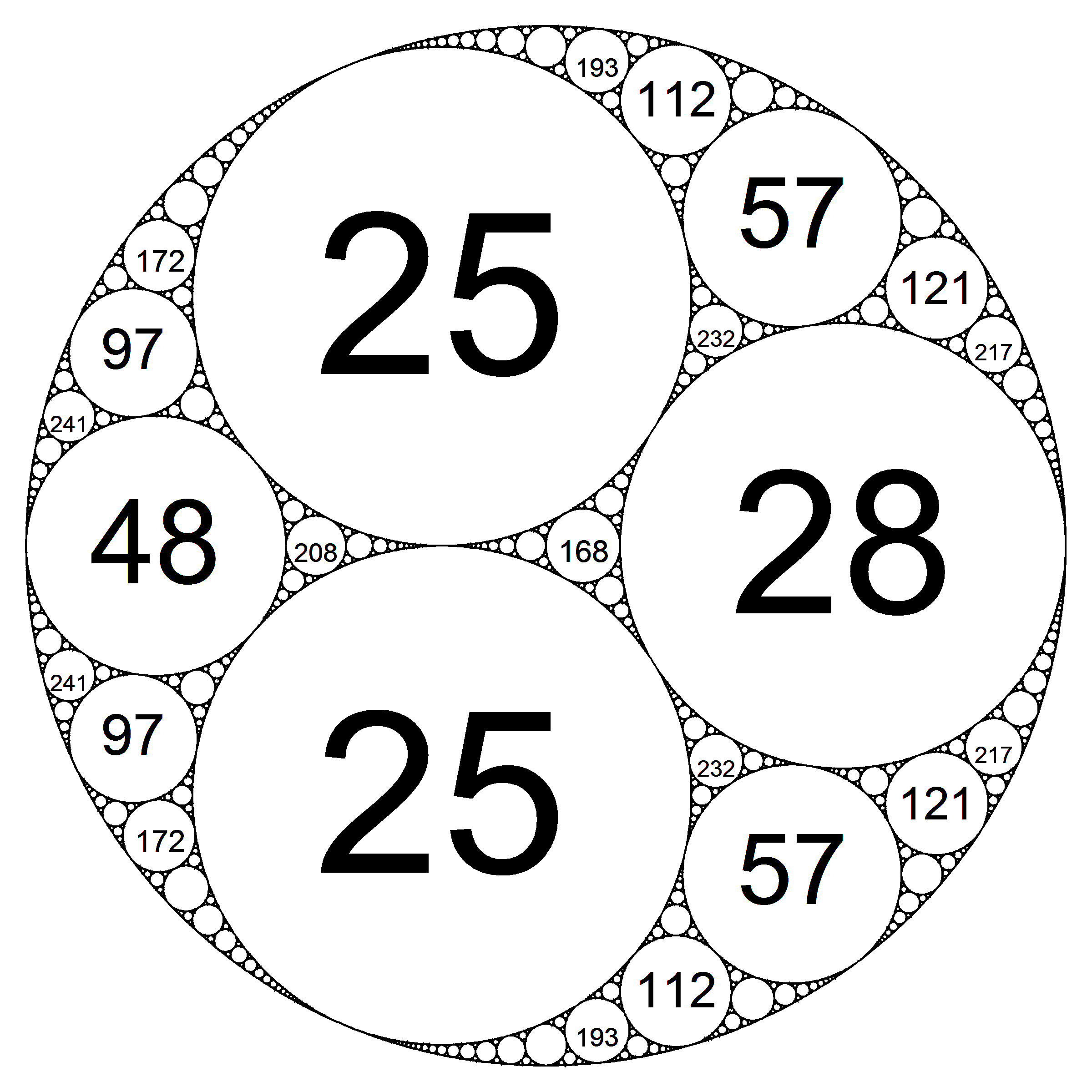
Empaquetamiento entero de círculos en el tamiz de Apolonio definido por las curvaturas de (−12, 25, 25, 28)
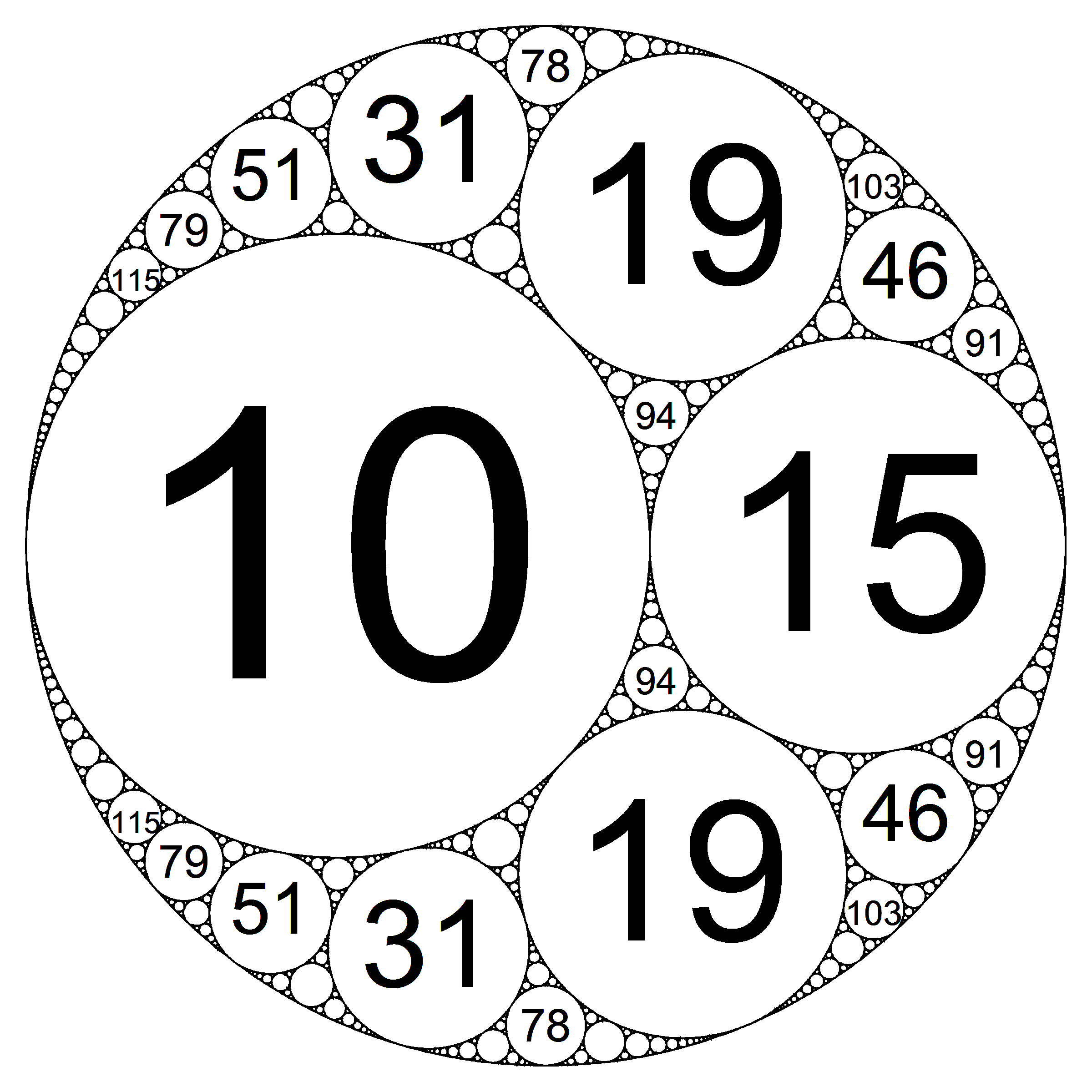
Empaquetamiento entero de círculos en el tamiz de Apolonio definido por las curvaturas de (−6, 10, 15, 19)
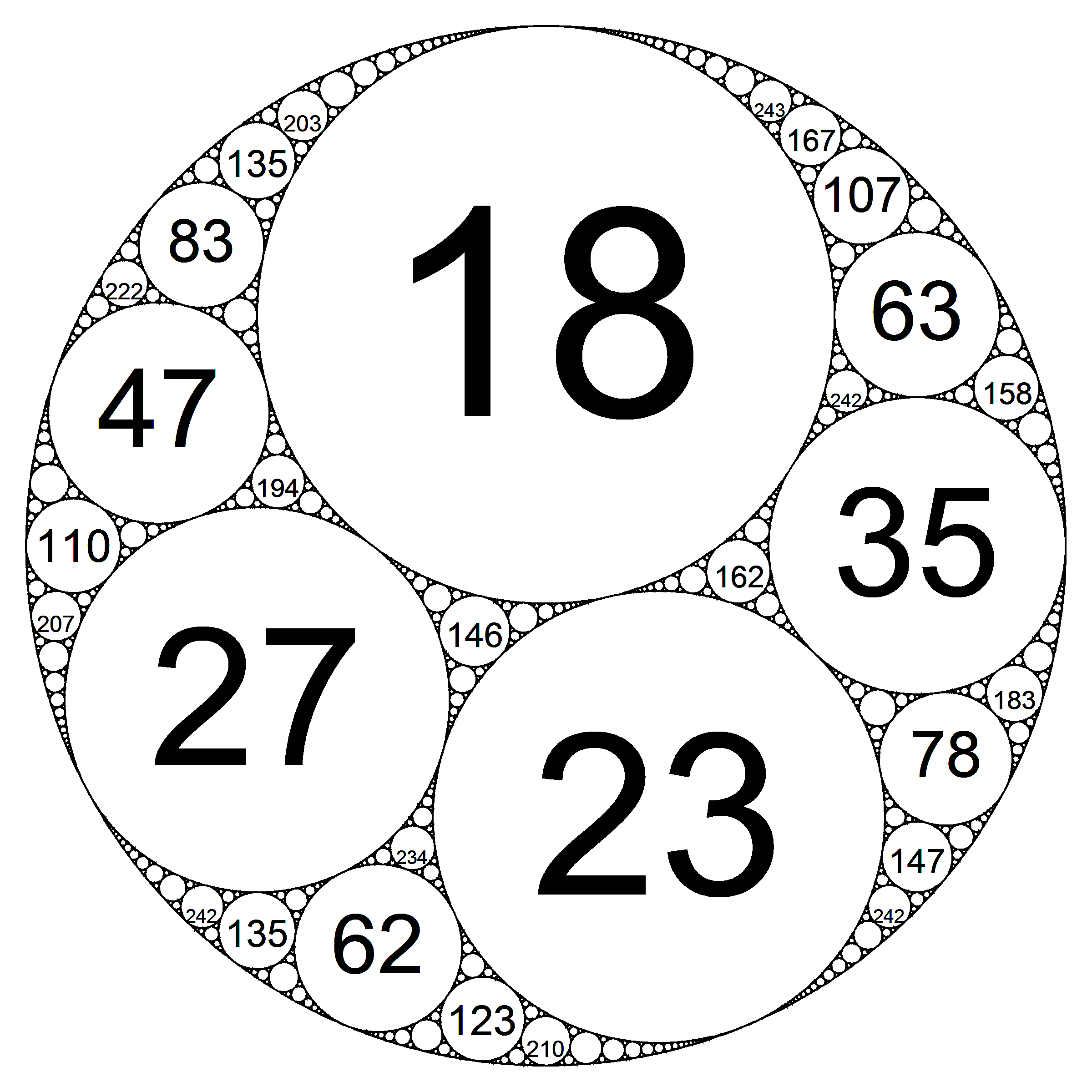
Empaquetamiento entero de círculos en el tamiz de Apolonio definido por las curvaturas de (−10, 18, 23, 27) sin simetría.

Una curvatura negativa indica que los otros círculos son internamente tangentes al círculo, es decir que es un círculo que los contiene. Si cualquiera de los cuatro círculos generatrices del tamiz de Apolonio tiene curvaturas enteras, la serie infinita de circunferencias que se deduce a partir de ellos poseen también curvaturas enteras. Las primeras series de estos tamices enteros de Apolonio se muestran en las tablas adjuntas más abajo. Estas tablas muestran las curvaturas de los círculos de mayor dimensión en el tamiz. Solo las tres primeras curvaturas (de las cinco representadas en la tabla) son necesarias para completar y describir el tamiz – todas las demás curvaturas pueden derivarse de estas tres. 
| Curvaturas de comienzo | Simetría |
| ---------------------- | -------- |
| −1, 2, 2, 3, 3         | D2       |
| −2, 3, 6, 7, 7         | D1       |
| −3, 4, 12, 13, 13      | D1       |
| −3, 5, 8, 8, 12        | D1       |
| −4, 5, 20, 21, 21      | D1       |
| −4, 8, 9, 9, 17        | D1       |
| −5, 6, 30, 31, 31      | D1       |
| −5, 7, 18, 18, 22      | D1       |
| −6, 7, 42, 43, 43      | D1       |
| −6, 10, 15, 19, 19     | D1       |
| −6, 11, 14, 15, 23     | C1       |
| −7, 8, 56, 57, 57      | D1       |
| −7, 9, 32, 32, 36      | D1       |
| −7, 12, 17, 20, 24     | C1       |
| −8, 9, 72, 73, 73      | D1       |
| −8, 12, 25, 25, 33     | D1       |
| −8, 13, 21, 24, 28     | C1       |
| −9, 10, 90, 91, 91     | D1       |
| −9, 11, 50, 50, 54     | D1       |
| −9, 14, 26, 27, 35     | C1       |
| −9, 18, 19, 22, 34     | C1       |
| −10, 11, 110, 111, 111 | D1       |
| −10, 14, 35, 39, 39    | D1       |
| −10, 18, 23, 27, 35    | C1       |

| Curvaturas de comienzo | Simetría |
| ---------------------- | -------- |
| −11, 12, 132, 133, 133 | D1       |
| −11, 13, 72, 72, 76    | D1       |
| −11, 16, 36, 37, 45    | C1       |
| −11, 21, 24, 28, 40    | C1       |
| −12, 13, 156, 157, 157 | D1       |
| −12, 16, 49, 49, 57    | D1       |
| −12, 17, 41, 44, 48    | C1       |
| −12, 21, 28, 37, 37    | D1       |
| −12, 21, 29, 32, 44    | C1       |
| −12, 25, 25, 28, 48    | D1       |
| −13, 14, 182, 183, 183 | D1       |
| −13, 15, 98, 98, 102   | D1       |
| −13, 18, 47, 50, 54    | C1       |
| −13, 23, 30, 38, 42    | C1       |
| −14, 15, 210, 211, 211 | D1       |
| −14, 18, 63, 67, 67    | D1       |
| −14, 19, 54, 55, 63    | C1       |
| −14, 22, 39, 43, 51    | C1       |
| −14, 27, 31, 34, 54    | C1       |
| −15, 16, 240, 241, 241 | D1       |
| −15, 17, 128, 128, 132 | D1       |
| −15, 24, 40, 49, 49    | D1       |
| −15, 24, 41, 44, 56    | C1       |
| −15, 28, 33, 40, 52    | C1       |
| −15, 32, 32, 33, 65    | D1       |

### Simetría en los empaquetamientos enteros
Dependiendo de la curvatura de los cinco primeros círculos, la secuencia infinita de empaquetamiento de círculos en el tamiz tendrá unas u otras propiedades de simetría. De esta forma se tiene que:
Caso sin simetríaSi ninguna de las curvaturas se repite en el conjunto semilla de los cinco círculos iniciales, el tamiz no poseerá simetría alguna. Lo que le incluye en el grupo de simetría C1; El tamiz descrito por las curvaturas (−10, 18, 23, 27) es un ejemplo.
Caso con simetría D1Si entre los cinco círculos de mayor tamaño, dos de ellos poseen la misma curvatura, el tamiz resultante tendrá una simetría del tipo D1, lo que corresponde a simetrías de reflexión a lo largo del eje que pasa por el centro de las dos circunferencias. Sin existir simetría rotacional.
Caso con simetría D2Si dos diferentes curvaturas se repiten entre los primeros círculos generatrices, el tamiz poseerá una simetría D2 symmetry; tal simetría consiste en dos ejes de reflexión (perpendiculares entre sí) y que pasan a lo largo de los centros de las circunferencias de misma curvatura,. El conjunto posee igualmente una simetría rotacional de 180°. El tamiz descrito por las curvaturas (−1, 2, 2, 3) es el único tamiz de Apolonio (sin contar con el factor de escala) que posee simetría D2.
Caso de simetría D3No existen casos de tamices de Apolonio con simetría D3.